# 松本長太夫
松本 長太夫は、江戸時代の武士（浪人）。諱を雅朝または雅友といい、通称は惣太夫ともいう。

## 来歴
朝比奈藤左衛門忠則に師事。朝比奈の没後、さらなる研鑽をつむため山野勘十郎門下となる。享保7年5月22日（1722年7月5日）、80歳の老境に達したため御試御用を拝辞した。嗣子は佐司馬といったが、試し斬りはやらなかった模様。